# كلنتون موريسون
كلنتون موريسون (بالإنجليزية: Clinton Morrison)‏ (مواليد 14 مايو 1979) هو لاعب كرة قدم. يلعب مع منتخب جمهورية أيرلندا لكرة القدم. سبق له أن لعب في كأس العالم لكرة القدم مع منتخب بلاده.

## روابط خارجية
- كلنتون موريسون على موقع الاتحاد الدولي (مؤرشف)  (الإنجليزية)
- كلنتون موريسون على موقع الاتحاد الأوربي (الإنجليزية)
- كلنتون موريسون على موقع قاعدة بيانات كرة القدم.إي يو (الإنجليزية)
- كلنتون موريسون على موقع ناشيونال فوتبول تيمز (الإنجليزية)
- كلنتون موريسون على موقع Soccerbase.com (لاعب) (الإنجليزية)
- كلنتون موريسون على موقع عالم كرة القدم.نت (الإنجليزية)
- كلنتون موريسون على موقع كووورة